# Otomys
Otomys е африкански субсахарски род гризачи от семейство Мишкови. На английски се наричат „African vlei rats“ от vlei, което на африканс обозначава малките плитки пресъхващи езерца в районите на местообитанията на представителите.

## Описание
Те живеят в равнинни пасищни местности с блата. Хранят се с трева и цъфтящи растения като често в менюто им влизат и семена и корени.
Представителите на рода имат сравнително по-къси крака и опашки, отколкото други видове представители на семейството. Представляват гризачи с компактно тяло, къса муцунка, къси крака и къса опашка. Дължината на тялото при възрастните е между 12 и 22 cm, а на младите е между 8 и 12 cm. Тежат от 90 до 260 грама.

## Видове
Родът включва двадесет и шест вида както следва:
- Otomys anchietae
- Otomys angoniensis
- Otomys barbouri
- Otomys burtoni
- Otomys cheesmani[2]
- Otomys cuanzensis
- Otomys dartmouthi
- Otomys denti
- Otomys dollmani
- Otomys fortior[2]
- Otomys helleri[2]
- Otomys irroratus – Езерен плъх
- Otomys jacksoni
- Otomys lacustris
- Otomys laminatus
- Otomys maximus
- Otomys occidentalis
- Otomys orestes
- Otomys saundersiae
- Otomys simiensis[2]
- Otomys thomasi[2]
- Otomys tropicalis
- Otomys typus
- Otomys uzungwensis
- Otomys yaldeni[2]
- Otomys zinki[2]